# Roger Loyer
Roger Loyer est un pilote motocycliste et automobile français, né le 5 août 1907 à Paris et mort le 24 mars 1988 à Boulogne-Billancourt.

## Biographie
Débutant en compétition sur deux roues en 1932 et l'interrompant courant 1951, il a notamment remporté à deux reprises le Grand Prix moto de France, en 1937 (250 cm3, sur Velocette) et 1938 (350 cm3), et il fut sacré champion de France de moto (notamment en 250 cm3 en 1937). Il gagna aussi le 17e Grand Prix de l'U.M.F - Championnats d'Europe (quatrième manche) en 1938 en 350 cm3 pour Velocette et de nombreux Grand Prix nationaux avant et après-guerre. En 1939 il s'impose à la Coupe de Paris de Linas-Montlhéry sur Maserati 3L.
Il a couru cinq fois les 24 Heures du Mans entre 1938 et 1953, notamment avec Monneret, Behra et Guelfi, eux-mêmes coureurs motocyclistes. Durant la saison 1947, il obtient deux places de quatrième en Grand Prix à Albi et au Comminges sur Cisitalia D46, après avoir débuté l'année avec trois courses pour le compte de l'Écurie France SFACS.
En 1947 et 1948 la Cisitalia à moteur Fiat lui permet encore d'obtenir des troisièmes places au Circuit automobile des remparts d'Angoulême. Il a également disputé un Grand Prix de championnat du monde de Formule 1, en 1954, au volant d'une Gordini (abandon en Argentine, avec la T16) et remporté la Coupe du Salon en 1953 sur T15S 2.3L (troisième en 1952), une semaine après une victoire à la course internationale Sport d'Agen, ainsi qu'une victoire de classe en 1956 dans cette même épreuve du Salon, en catégorie GT.
En 1956 toujours, il est également deuxième de la Coupe d'Automne, à Montlhéry, sur Alfa Romeo Giulietta Veloce.
Après sa carrière en course il s'occupe de son garage "Sport Service", situé rue Barrias à Paris-17e, où il est aussi distributeur de caravanes de luxe anglaises.

## Résultats en championnat du monde de Formule 1
| Saison | Écurie         | Châssis | Moteur              | Pneus     | Grand Prix disputé | Qualification | Résultat                    |
| ------ | -------------- | ------- | ------------------- | --------- | ------------------ | ------------- | --------------------------- |
| 1954   | Équipe Gordini | Type 16 | Gordini 6 cylindres | Englebert | Argentine          | 15e           | Abandon (boîte de vitesses) |